# Mazin Qumsiyeh
Mazin Butros Qumsiyeh (arabisch مازن بطرس قُمصية, DMG Māzin Buṭrus Qumṣiya; geboren 1957 in Beit Sahour) ist ein palästinensischer Wissenschaftler und Autor. Er ist Gründer und Direktor des Palästinensischen Museums für Naturgeschichte (PMNH) sowie des Palestine Institute for Biodiversity and Sustainability (PIBS) an der Universität Bethlehem, wo er auch als Dozent tätig ist.

## Werdegang
Er lehrte an der University of Tennessee (1989–1993), der Duke University (1993–1999) und der Yale University (1999–2005). Seit 2008 forscht und unterrichtet er an den Universitäten von Bethlehem und Birzeit. Gemeinsam mit anderen Professoren initiierte er dort das erste Masterprogramm für Biotechnologie in der Region.
Im Laufe seiner Karriere veröffentlichte er über 150 wissenschaftliche Arbeiten zu Themen wie kulturelles Erbe und Biodiversität sowie zahlreiche Bücher. Darüber hinaus engagiert er sich in verschiedenen palästinensischen Jugend- und Kulturorganisationen, darunter das Al-Rowwad Kindertheater und das Siraj Center.